# French Creek (Nueva York)
French Creek es un pueblo ubicado en el condado de Chautauqua en el estado estadounidense de Nueva York. En el año 2000 tenía una población de 935 habitantes y una densidad poblacional de 10 personas por km².

## Geografía
French Creek se encuentra ubicado en las coordenadas 42°2′44″N 79°41′57″O / 42.04556, -79.69917.

## Demografía
Según la Oficina del Censo en 2000 los ingresos medios por hogar en la localidad eran de $36,667, y los ingresos medios por familia eran $38,688. Los hombres tenían unos ingresos medios de $28,583 frente a los $19,444 para las mujeres. La renta per cápita para la localidad era de $15,496. Alrededor del 12.4% de la población estaban por debajo del umbral de pobreza.